# 모서면
모서면(牟西面)은 대한민국 경상북도 상주시의 면이다.

## 행정 구역
- 삼포리
- 도안리
- 소정리
- 대포리
- 석산리
- 가막리
- 지산리
- 화현리
- 득수리
- 백학리
- 정산리
- 호음리

## 역대 면장
- 1대 이동순 (미상 ~ 미상)
- 2대 서상순 (미상 ~ 미상)
- 3대 김창희 (미상 ~ 미상)
- 4대 정재엽 (미상 ~ 미상)
- 5대 서인국 (미상 ~ 미상)
- 6대 민기호 (미상 ~ 미상)
- 7대 조기연 (1947.2.28 ~ 1960.12.26)
- 8대 김종묵 (1960.12.27 ~ 1961.6.19)
- 9대 김주동 (1961.6.20 ~ 1962.7.12)
- 10대 우상구 (1962.7.13 ~ 1963.1.13)
- 11대 이준호 (1963.1.14 ~ 1966.4.10)
- 12대 김종묵 (1966.4.11 ~ 1972.11.25)
- 13대 김근식 (1972.11.26 ~ 1974.4.9)
- 14대 노만식 (1974.4.10 ~ 1975.5.25)
- 15대 손장형 (1975.5.26 ~ 1975.6.15)
- 16대 성원환 (1976.6.16 ~ 1976.1.15)
- 17대 손길상 (1978.1.5 ~ 1980.4.6)
- 18대 서운석 (1978.1.5 ~ 1980.4.6 )
- 19대 채윤기 (1980.4.7 ~ 1986.10.31)
- 20대 김상단 (1986.11.1 ~ 1991.12.31)
- 21대 전기엽 (1992.1.1 ~ 1993.6.30)
- 22대 김재열 (1993.7.1 ~ 1998.6.30)
- 23대 에세근 (1998.10.19 ~ 2001.3.11)
- 24대 박병우 (2001.3.12 ~ 2002.8.5)
- 25대 김동선 (2002.8.6 ~ 2003.3.11)
- 26대 조재호 (2003.8.25 ~ 2005.12.31)
- 27대 류지상 (2006.1.1 ~ 2007.8.12)
- 28대 권용훈 (2007.8.13 ~ 2009.2.10)
- 29대 손석정 (2009.2.11 ~ 2010.8.15)
- 30대 이재언 (2010.8.16 ~ 2011.7.19)
- 31대 이정두 (2011.7.20 ~ 2015.6.30)
- 32대 김동혁 (2015.7.1 ~ 2016.6.30)
- 33대 허남영 (2016.7.1 ~ 2017.6.30)
- 34대 권경태 (2017.7.1 ~ 2019.6.30)
- 35대 서정대 (2019.7.1 ~ 2020.12.31)
- 36대 윤영대 (2021.1.1 ~ 2022.12.31)
- 37대 박광호 (2023.1.1 ~ 2024.6.30)
- 38대 김기우 (2024.7.1 ~ 현재)